# Brabantse Pijl 2002
De 42e editie van de Brabantse Pijl (Frans: Fleche Brabançonne) vond plaats op zondag 31 maart 2002. Fabian De Waele won deze eendaagse Belgische wedstrijd door in de sprint zijn landgenoten Erwin Thijs en Chris Peers te verslaan. De koers ging over een afstand van 198 kilometer, met de start in Zaventem en de finish in Alsemberg. In totaal wisten 75 renners de eindstreep te bereiken.

## Uitslag
| Brabantse Pijl 2002 |                 |                   |          |
| Plaats              | Naam            | Ploeg             | Tijd     |
| Winnaar             | Fabian De Waele | Mapei-Quick Step  | 4u30'10" |
| 2                   | Erwin Thijs     | Palmans-Collstrop | z.t.     |
| 3                   | Chris Peers     | Cofidis           | z.t.     |
| 4                   | Elio Aggiano    | Mapei-Quick Step  | + 5"     |
| 5                   | Wim Vansevenant | Palmans-Collstrop | z.t.     |
| 6                   | Serge Baguet    | Lotto-Adecco      | z.t.     |
| 7                   | Cristian Moreni | Alessio           | z.t.     |
| 8                   | Dave Bruylandts | Domo-Farm Frites  | + 8"     |
| 9                   | Michael Boogerd | Rabobank          | + 9"     |
| 10                  | Geert Verheyen  | Rabobank          | + 23"    |

1961 · 1962 · 1963 · 1964 · 1965 · 1966 · 1967 · 1968 · 1969 · 1970 · 1971 · 1972 · 1973 · 1974 · 1975 · 1976 · 1977 · 1978 · 1979 · 1980 · 1981 · 1982 · 1983 · 1984 · 1985 · 1986 · 1987 · 1988 · 1989 · 1990 · 1991 · 1992 · 1993 · 1994 · 1995 · 1996 · 1997 · 1998 · 1999 · 2000 · 2001 · 2002 · 2003 · 2004 · 2005 · 2006 · 2007 · 2008 · 2009 · 2010 · 2011 · 2012 · 2013 · 2014 · 2015 · 2016 · 2017 · 2018 · 2019 · 2020 · 2021 · 2022 · 2023 · 2024